# 敖尔金街道
敖尔金街道，前身为敖尔金牧场，是中华人民共和国内蒙古自治区呼伦贝尔市满洲里市下辖的一个街道办事处。
敖尔金牧场始建于1954年8月，位于满洲里市的西南部、新巴尔虎右旗东北部。原隶属于海拉尔农牧场管理局，2004年1月1日起牧场整建制归入新右旗实行属地管理。
2012年4月9日，满洲里市正式接管敖尔金牧场。根据呼伦贝尔市人民政府决定，按照行政界线划分，新巴尔虎右旗人民政府将敖尔金牧场在满洲里市行政区域内的土地一次性整体移交给满洲里市人民政府。
2017年，内蒙古自治区人民政府批复同意满洲里市新增敖尔金街道。

## 行政区划
敖尔金街道下辖以下村级行政区划单位：
敖尔金社区。